# Flash Boys
Flash Boys: Una revuelta Wall Street es un libro de no ficción del escritor estadounidense Michael Lewis, publicado por WW Norton & Company, el 31 de marzo de 2014. El libro se centra en el aumento de la Negociación de alta frecuencia (HFT, por su sigla en inglés), en el mercado de capitales de los EE.UU.  Lewis concluye que el HFT se utiliza como método para anticipar las órdenes colocadas por los inversores. Va más allá y sugiere que los amplios cambios tecnológicos y las prácticas comerciales poco éticas han transformado el mercado de valores estadounidense de "el mercado financiero más público y democrático del mundo" en un mercado "amañado".  El libro se mantuvo en el primer lugar de la lista del New York Times Best Seller list más vendido durante cuatro semanas consecutivas.
El libro ha recibido críticas de algunos académicos y expertos de la industria, en particular sobre la comprensión de Lewis del HFT y otras inexactitudes fácticas en su descripción de las operaciones de mercado. Otros críticos han elogiado las explicaciones de Lewis de los conceptos financieros y están de acuerdo con su crítica al HFT; sin embargo, se sugiere que no presta atención al tema más amplio de la regulación financiera y que ha simplificado excesivamente la relación entre varias instituciones en el mercado financiero. Algunos ejecutivos de la industria también han respondido descartando el contenido del libro como "más cercano a la ficción".

## Sinopsis
Flash Boys mantiene un enfoque principal en Brad Katsuyama y otras figuras centrales en la génesis y los primeros días de IEX (Investors 'Exchange). Sergey Aleynikov, un ex programador de Goldman Sachs, sirve como foco secundario.
La introducción comienza nombrando a Aleynikov y describiendo su arresto, junto con la historia personal del autor en Wall Street, como el ímpetu para escribir el libro. El primer capítulo cuenta la historia de un proyecto de 300 millones de dólares de Spread Networks que estaba en marcha a mediados de 2009: la construcción de un cable de fibra óptica de 827 millas (1.331 km) que atraviesa montañas y ríos desde Chicago a Nueva Jersey. con el único objetivo de reducir el tiempo de transmisión de datos de 17 a 13 milisegundos.
Lewis continúa describiendo el mundo contemporáneo de las negociaciones financieras electrónicas y en qué se diferencia del pasado, cuando la negociación se realizaba principalmente en salones públicos en las bolsas de valores, y cómo ese cambio ha afectado al mercado. La velocidad de los datos es un tema importante en el libro; Cuanto más rápido pueda recibir el sistema informático de un participante del mercado y actuar sobre los datos, mejor será su ventaja y su oportunidad de obtener beneficios, incluso con nanosegundos que marcan la diferencia. 
La historia central detalla el descubrimiento de Katsuyama de cómo el acceso a este cable de fibra óptica, así como a otras tecnologías y acuerdos especiales entre firmas de HFT, mercados y grandes bancos de Wall Street, presenta una oportunidad para que las instituciones con información privilegiada se beneficien a expensas de los inversores minoristas. Para contrarrestar esto, Katsuyama reúne un equipo que se propone desarrollar un nuevo mercado llamado IEX, diseñado específicamente para evitar la ventaja injusta de que disfrutan las empresas de HFT sobre el resto del mercado. 
El capítulo final está dedicado a la tribulación de Sergey Aleynikov, un ex programador de Goldman Sachs procesado y absuelto dos veces por un solo acto de presuntamente copiar código fuente de computadora propietario de su empleador antes de unirse a una empresa competidora. 
El epílogo detalla el viaje en bicicleta del autor para observar una cadena de torres de microondas a lo largo del mismo tramo que la línea de fibra óptica de Spread Networks. Lewis señala que enviar una señal de Chicago a Nueva York y viceversa mediante una señal de microondas es aproximadamente 4,5 milisegundos menos que enviarla dentro de una fibra óptica, pero cuando Spread Networks estaba colocando su línea, la sabiduría convencional era que la transmisión de microondas era demasiado limitada en la cantidad de datos que podía manejar y poco confiable debido a la sensibilidad a las inclemencias del tiempo. "Pero, ¿y si mejorara la tecnología de microondas?", se preguntó el autor. La historia termina cuando él sube a la cima de una montaña donde está estacionada una de las torres. Señala que la torre mostraba signos de edad, y podría haber sido erigida hace algún tiempo, con algún otro propósito, pero el equipo auxiliar, incluido un generador, un búnker de hormigón y repetidores que amplifican las señales financieras, eran todos nuevos.